# 1941 год в авиации

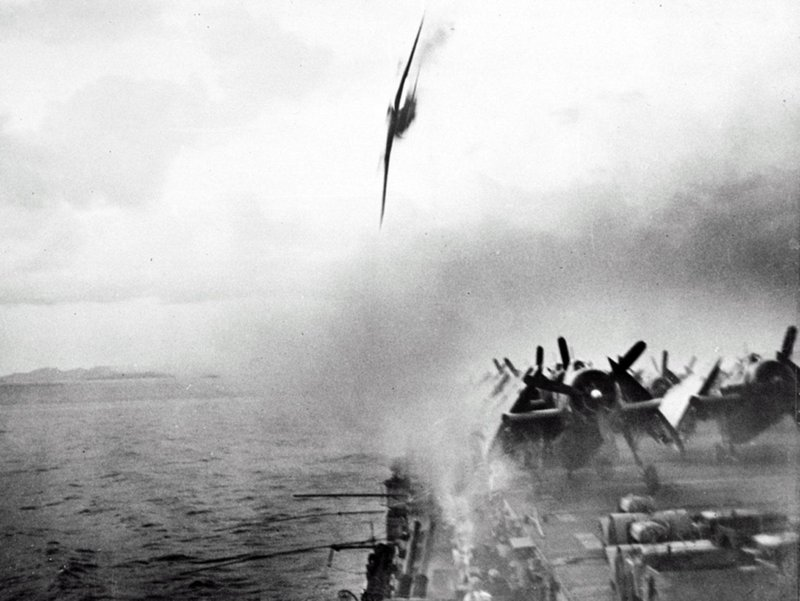
Нападение Камикадзе на корабль США

Список событий в авиации в 1941 году:

## События
- 7 декабря - Нападение на Пёрл-Харбор, осуществимое японской авиацией.
- 9 января — первый полёт британского тяжёлого четырёхмоторного бомбардировщика Авро 683 Ланкастер.
- 11 января — первый полёт истребителя И-185.
- 8 марта — на базе подразделений ЦАГИ создан Лётно-исследовательский институт (ЛИИ).
- 16 апреля — прекращены испытания экспериментального истребителя Су-1.
- 25 июня — сформирован 402-й истребительный авиационный полк. Был укомплектован лётчиками-испытателями.
- 26 июня - самолёт Ил-4 207-го дальнего бомбардировочного авиационного полка 42-й дальней бомбардировочной авиационной дивизии совершил огненный таран в районе между деревнями Мацки и Шепели Молодечненского района Минской области. До сих пор идут споры, кто был за его штурвалом - капитан Николай Францевич Гастелло или капитан Александр Спиридонович Маслов.
- 30 июня — постановлением правительства СССР в составе народного комиссариата авиационной промышленности в г. Саратов, образовано КБ Электроприбор.
- 21 августа — основана авиакомпания SATA Air Açores.
- 7 августа — первый полёт двухмоторного истребителя Пе-3.[1]
- 30 августа — первый полёт тяжёлого истребителя сопровождения ТИС.
- 1 сентября — первый полёт транспортного планёра Г-11.

### Без точных дат
- Январь — начало эксплуатации бомбардировщика Су-2.

## Персоны

### Скончались
- 4 июля — Супрун, Степан Павлович, выдающийся советский лётчик-испытатель, военный лётчик-истребитель. Атакуя бомбардировщик Fw-200 был ранен в грудь бортовым стрелком, после чего подвергся атаке шести истребителей Bf.109, сумел сбить один из них и посадить горящий самолёт, однако выбраться из машины до того, как пламя охватило её, не смог.
- 27 октября — Талалихин, Виктор Васильевич, военный лётчик, заместитель командира эскадрильи 177-го истребительного авиационного полка 6-го истребительного авиационного корпуса ПВО, младший лейтенант, Герой Советского Союза. Сбил 6 самолётов, одним из первых применил ночной таран. Погиб в воздушном бою около Подольска.
- 28 октября — Смушкевич, Яков Владимирович, советский военачальник, старший военный советник по авиации испанской республиканской армии; командующий авиацией РККА в боевых действиях в районе реки Халхин-Гол, начальник ВВС РККА (1939), помощник начальника Генштаба РККА по авиации (1940); генерал-лейтенант авиации, генерал-инспектор ВВС РККА; дважды Герой Советского Союза. Был расстрелян в посёлке Барбыш Куйбышевской области на спецучастке Управления НКВД СССР по Куйбышевской области на основании предписания наркома внутренних дел СССР Л. П. Берия № 2756/Б от 18 октября 1941 года. В 1954 году посмертно реабилитирован.
- 29 октября
  - Таиров, Всеволод Константинович, известный советский авиаконструктор. Погиб во время эвакуации сотрудников Наркомата авиационной промышленности из Москвы в Куйбышев, когда самолёт ПС-84, пилотируемый Н. Б. Фегервари и перевозивший 17 сотрудников, потерпел катастрофу в Ульяновской области.
  - Фегервари, Николай Берталонович, венгерский революционер и политзаключённый, ставший известным советским лётчиком-испытателем, подполковником (1940), командующим ВВС Забайкальского военного округа (до 1938 года). Погиб в авиакатастрофе в Ульяновской области.

Без точной даты.:
- Александр Александрович Пороховщиков — российский конструктор, лётчик, предприниматель.